# لاور كرتشي (حومة لنجة)
لاور کرتشي (بالفارسية: لاورکرچی) هي قرية تقع في إيران في مهران. يقدر عدد سكانها بـ 56 نسمة .